# Arlington (Tennessee)
Pour les articles homonymes, voir Arlington.
Arlington est une municipalité américaine située dans le comté de Shelby au Tennessee. Lors du recensement de 2010, sa population est de 11 517 habitants.

## Géographie
Arlington fait partie de l'agglomération de Memphis, dans le sud-ouest du Tennessee ; elle est située à environ 40 km du centre-ville. Arlington est desservie par l'Interstate 40 et l'Interstate 269.
La municipalité s'étend sur 23,07 milles carrés (59,75 km2).

## Histoire
La localité est fondée dans les années 1830. Elle est d'abord appelée White Depot par le Memphis and Ohio Railroad. Cependant, située sur une donation de Samuel J. Hays, elle est vite renommée Haysville. Elle devient une municipalité en 1878 et adopte le nom d'Arlington en 1883, probablement en référence au cimetière national d'Arlington.

## Démographie
Sa population a connu une forte augmentation (+ 348 %) durant les années 2000, bien supérieure à celle du reste de la métropole de Memphis (+ 9,2 %). La population d'Arlington stagne cependant depuis, étant estimée à 11 566 habitants au 1er juillet 2016.
Selon le recensement de 2010, Arlington est la ville la plus jeune du comté de Shelby, avec un âge médian de 32,2 ans (contre 35,8 %) à l'échelle nationale. Par ailleurs, 35,3 % de ses habitants avaient moins de 18 ans contre 23,6 % au Tennessee et 24 % aux États-Unis.
Le revenu par habitant était en moyenne de 30 737 dollars par an entre 2012 et 2016, au-dessous de la moyenne de du Tennessee (26 019 dollars) et de la moyenne nationale (29 829 dollars). Sur cette même période, seuls 1,7 % des habitants d'Arlington vivaient sous le seuil de pauvreté (contre 15,8 % dans l'État et 12,7 % à l'échelle du pays).